# Могилянка (притока Ужа)
Могилянка — річка в Україні, в межах Лугинського та Коростенського районів Житомирської області. Ліва притока річки Уж. 
Довжина 16 км, площа басейну - 130 км², похил річки - 1,6 м/км. Через річку проходить газо-, нафто- та продуктопровід. 
Річка є магістральним каналом осушувальної системи, створеної у її верхів'ї. Починається з системи каналів північніше села Радогоща, тече на південний схід та впадає у річку Уж у с. Поліське за 181 км від її гирла.
Населені пункти вздовж берегової лінії: Радогоща, Дружбівка, Давидки, Вигів, Краснопіль, Поліське.

## Притоки
- Костюківка - ліва притока Могилянки. Починається на північному сході від Березового Груду. Тече переважно на південний схід понад Виднем і впадає у Могилянку біля Дружбівки (колишнє Погоріле).[1] [2] [3]
  - Вербія - права притока Костюківки. Починається на південному сході від Будо-Літків, спочатку тече на південний схід, а потім на північний схід і на північному сході від Виденого впадає у Костюківку [1] [3] [4].
- Ротницька - ліва притока Могилянки у Коростенському районі Житомирської області. Починається на південному заході від Купища. Тече переважно на південний захід через Давидки[1] [3] [5].